# Black Rabbit
『Black Rabbit』（ブラック ラビット）は、香取慎吾の3作目のライブDVD/Blu-ray。
2023年12月27日に新しい地図の公式サイトで数量限定で発売された。

## 概要
- 2023年1月21日から11月18日に行われた香取慎吾による全国アリーナツアー[注 1]『Black Rabbit』の7月29日に開催された神奈川・ぴあアリーナMMの模様が映像に収められている。[1][2]
- また、7月29日の横浜公演は有料プラットフォームU-NEXTにて独占ライブ配信＆見逃し配信されていた。[3][4]
- 前作オリジナルアルバム2部作の20200101、東京SNGの2つをミックスしたライブとなっている。そのため、前作の明治座公演の演出を一部用いてる場面もある。
- 30分越えの特典映像では当ライブの裏話やダンサーやバンドからの香取慎吾への質問などの映像であった。
- 新しい地図の会員特典として、会員の人はNAKAMA会員限定割引サンキュープライス（一般価格より390円割引）、「Black Rabbit」オリジナルA6クリアファイルなどの特典があった。また抽選特典として計20名様に抽選で香取慎吾直筆サイン入りグッズプレゼントというものもあった。[1]
- 当ライブの1月21日､22日の有明アリーナで披露したBETTINGがYouTubeで公開されている。[5]
- また自身のYouTubeでドキュメンタリーチックに撮った有明アリーナでの密着動画が投稿されている。[6]

## 収録内容

### 本編映像
Blu-rayではDISC1に本編映像と特典映像。
DVDではDISC1に本編映像。DISC2に特典映像。
1. Opening
2. Metropolis
3. Prologue
4. Trap
5. I'm so tired
6. Catharsis
7. 10％
8. Dancers
9. こんがらがって
10. Slow Jam
11. シンゴぺーション
12. Happy BBB
13. 道しるべ
14. Band
15. Neo
16. 嫌気がさすほど愛してる
17. Anonymous
18. ひとりきりのふたり
19. FUTURE WORLD
20. BETTING
21. 東京SNG

### 特典映像
1. Documentary

## アリーナツアー
ライブ名は『Black Rabbit』。ソロオリジナルアルバム『20200101』、『東京SNG』を引っ提げての10会場で21公演が行われたアリーナツアーとなった。

### 開催日時・会場
|        | 開催日時 | 開演時間 | 会場                     |
| 2023年 | 2023年   | 2023年   | 2023年                   |
| ------ | -------- | -------- | ------------------------ |
| 1      | 1月21日  | 16:00    | 有明アリーナ             |
| 1      | 1月22日  | 15:00    | 有明アリーナ             |
| 2      | 3月14日  | 15:00    | 神戸ワールド記念ホール   |
| 2      | 3月15日  | 15:00    | 神戸ワールド記念ホール   |
| 3      | 4月7日   | 15:00    | NHKホール                |
| 3      | 4月8日   | 15:00    | NHKホール                |
| 3      | 4月9日   | 15:00    | NHKホール                |
| 4      | 4月17日  | 17:00    | フェスティバルホール     |
| 4      | 4月18日  | 15:00    | フェスティバルホール     |
| 4      | 4月19日  | 15:00    | フェスティバルホール     |
| 5      | 5月3日   | 15:00    | 愛知県芸術劇場           |
| 5      | 5月4日   | 15:00    | 愛知県芸術劇場           |
| 6      | 6月16日  | 16:00    | けんしん郡⼭⽂化センター |
| 6      | 6月17日  | 15:00    | けんしん郡⼭⽂化センター |
| 7      | 6月30日  | 15:00    | 北九州ソレイユホール     |
| 7      | 7月1日   | 15:00    | 北九州ソレイユホール     |
| 8      | 7月29日  | 15:00    | ぴあアリーナMM           |
| 8      | 7月29日  | 14:00    | ぴあアリーナMM           |
| 9      | 9月16日  | 17:00    | 本多の森北電ホール       |
| 9      | 9月17日  | 15:00    | 本多の森北電ホール       |
| 10     | 11月18日 | 17:00    | 広島文化学園HBGホール    |